# Fotografía de desnudos (arte)
La fotografía artística de desnudos es un género de la fotografía artística que muestra al cuerpo humano desnudo con énfasis en la forma, composición, contenido emotivo y otras cualidades estéticas. El desnudo ha sido un tema sobresaliente dentro de la fotografía desde su invención y desempeñó un papel importante en otorgar a la fotografía su reconocimiento como un medio de las bellas artes. La distinción entre la fotografía artística y otros subgéneros no es absoluta, pero hay ciertas características determinantes.
El interés erótico, aunque a menudo presente, es secundario, lo que distingue a la fotografía artística tanto de la fotografía glamour, que se centra en mostrar de la forma más atractiva posible al sujeto de la fotografía, como de la fotografía pornográfica, que tiene el propósito principal de excitar sexualmente al espectador. Asimismo, las fotografías artísticas tampoco son tomadas con fines periodísticos, científicos o cualquier otro fin práctico. La distinción entre estos no siempre es clara, y los fotógrafos, como otros artistas, tienden a formarse su propio caso cuando caracterizar su trabajo, aunque el espectador puede tener un juicio distinto.
El desnudo sigue siendo un tema controvertido en todos los medios, pero más en la fotografía debido a su inherente realismo. El desnudo masculino ha sido menos común que el femenino, y ha sido todavía más raramente exhibido o publicado. El uso de niños como sujetos en la fotografía de desnudos es especialmente controvertido.

## Historia

### SigloXIX

Fotografía y las artes tradicionales
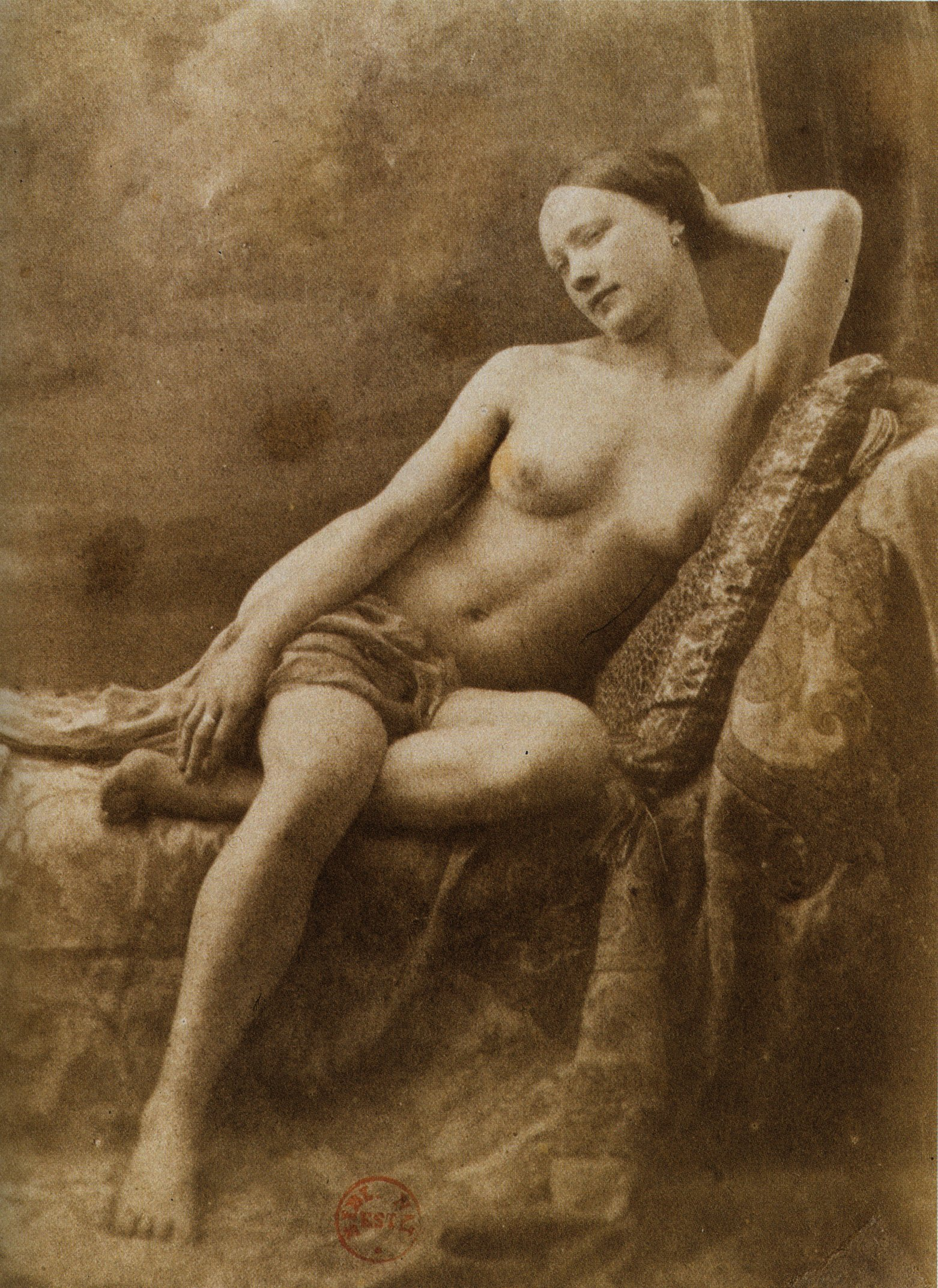
Fotografía de Jean Louis Marie Eugène Durieu, parte de una serie realizada con Eugène Delacroix
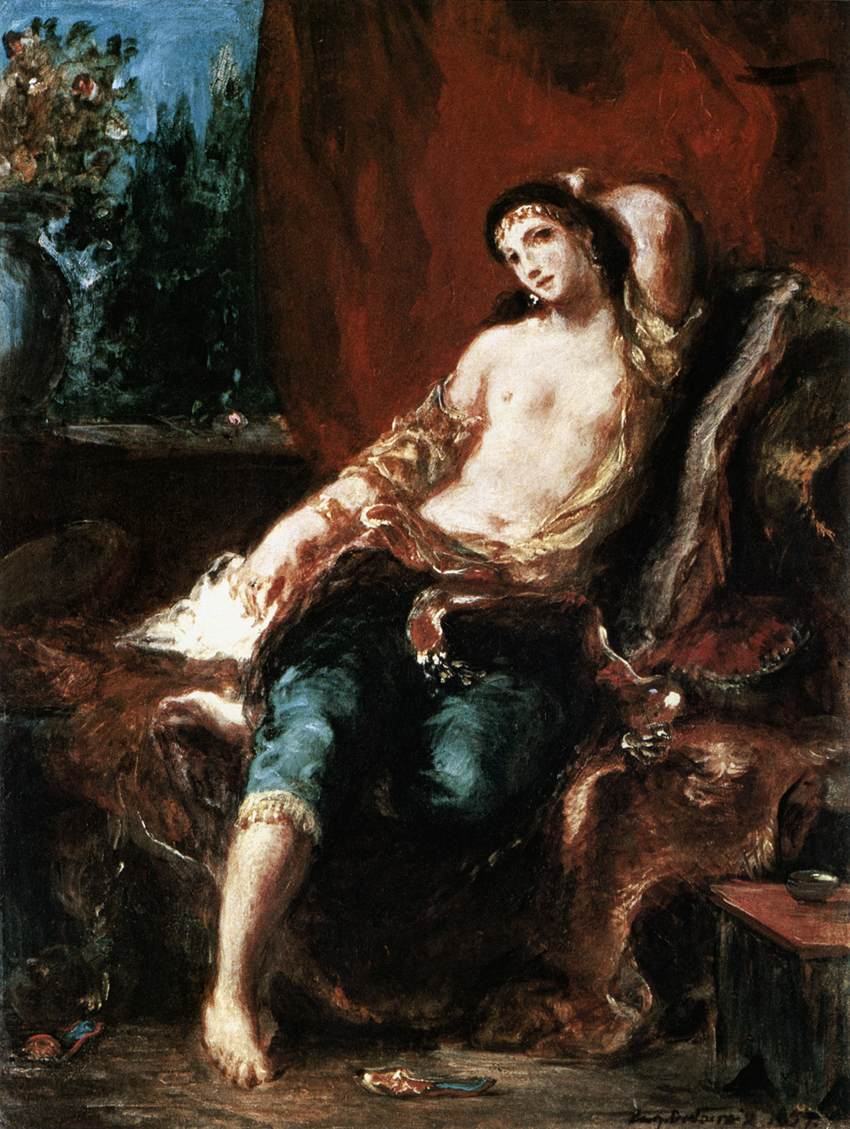
Odalisca, 1857, de Eugène Delacroix (Óleo sobre tabla), pintura con una pose similar
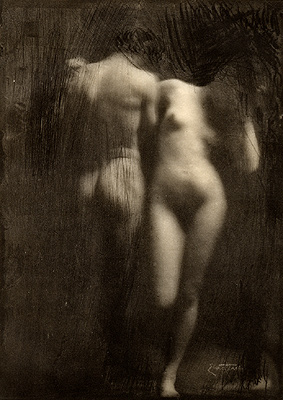
Adán y Eva, de Frank Eugene, tomada en 1898, publicada en Camera Work no. 30, 1910
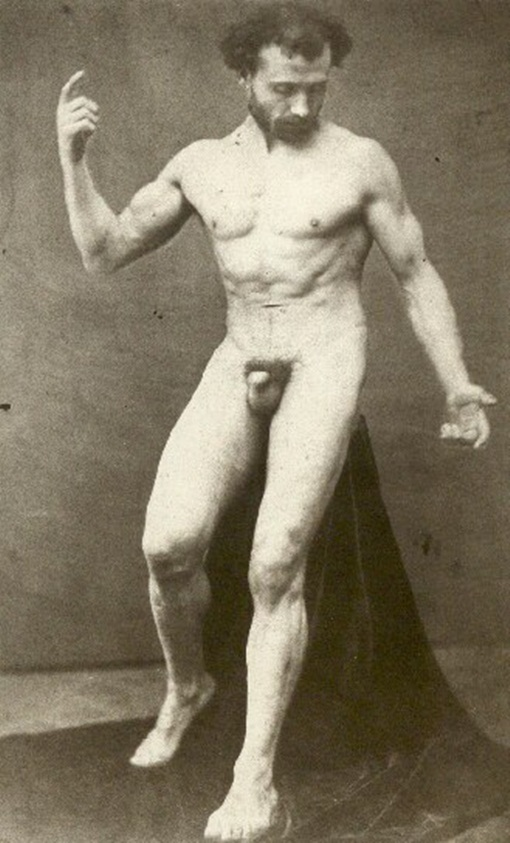
Desnudo, de Gaudenzio Marconi, 1841–1885
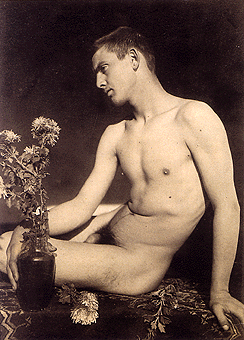
Desnudo masculino, de Guglielmo Plüschow
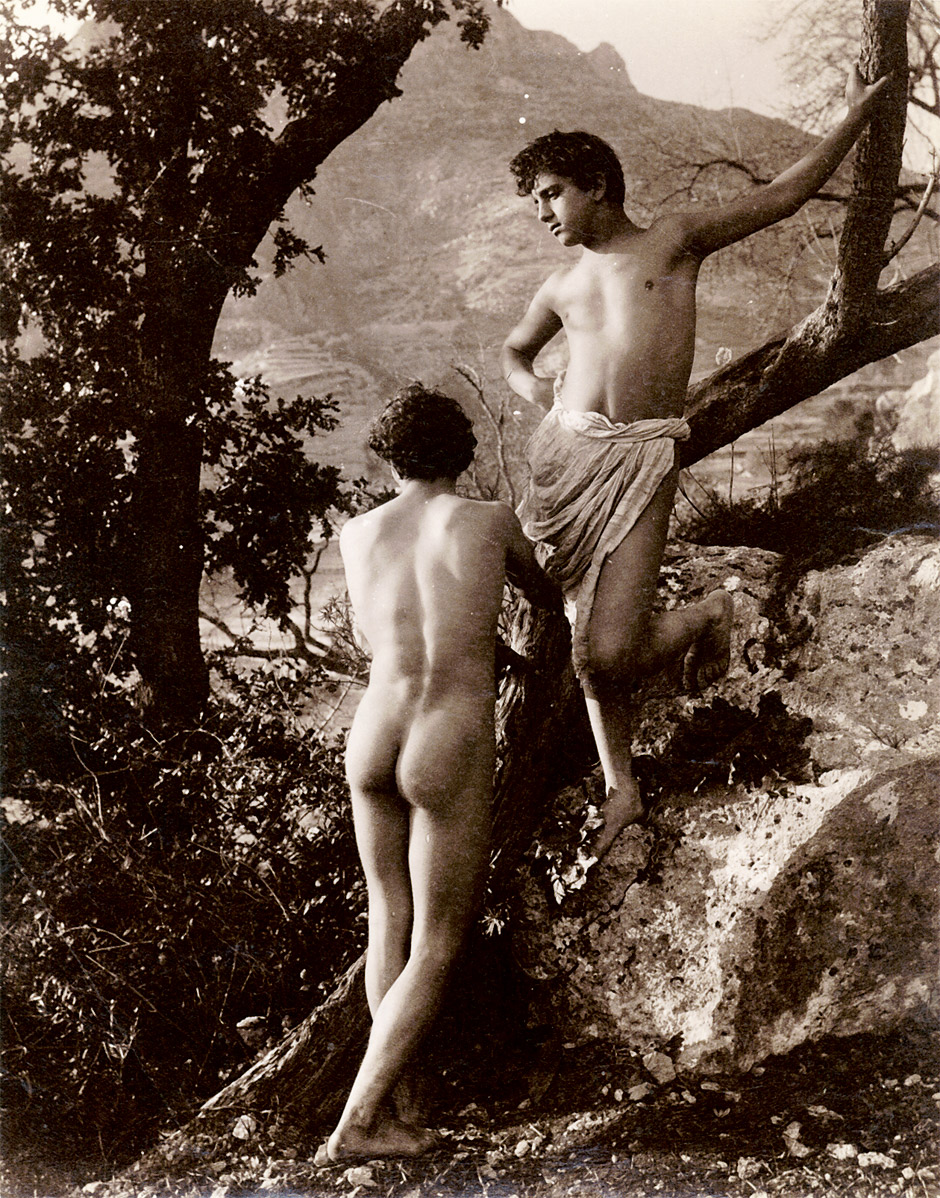
Dos desnudos masculinos al aire libre, c. 1900, Wilhelm von Gloeden

Aquellos primeros fotógrafos de culturas occidentales que buscaron establecer la fotografía como un medio de las bellas artes, con frecuencia eligieron mujeres como sujetos para sus fotografías de desnudos, quienes posaban de forma similar a los desnudos tradicionales representados en otros medios. Antes de la fotografía de desnudos, los desnudos artísticos solían crear alusiones a la antigüedad clásica mediante la representación de dioses y guerreros, diosas y ninfas. Las representaciones de desnudos tanto masculinos como femeninos en los medios artísticos tradicionales se habían limitado principalmente a representaciones de un guerrero o atleta ideal (en el caso de los hombres) o que enfatizaban la divinidad y reproducción (en el caso de las mujeres); la fotografía artística temprana también adoptó estos arquetipos. Se usaron poses, iluminación, desenfoque artístico, viñeteo y retoques a mano para crear imágenes fotográficas que alcanzaron un nivel artístico comparable con las demás artes de la época. La principal limitación de las primeras fotografías fue que eran monocromáticas. Aunque los artistas del siglo XIX en otros medios a menudo usaban fotografías como sustituto de modelos vivos, las mejores de estas fotografías también fueron hechas con la intención de constituir obras de arte por sí solas.
La fotografía de desnudos fue más controvertida que los desnudos encontrados en pintura y, para evitar la censura, algunas de las primeras fotografías de desnudos se presentaban como "estudios para artistas", mientras que otras fueron utilizadas como referencias y complementos de los modelos vivos por artistas para dibujar y pintar. Eugène Delacroix fue uno de los primeros en adoptar la práctica de utilizar fotografías tomadas específicamente para él por su amigo Eugène Durieu. Edgar Degas hizo sus propias fotografías y las usó como referencias al pintar. Thomas Eakins usó la fotografía para crear estudios de varias de sus pinturas; The Swimming Hole, por ejemplo.

### Moderna

Fotografía moderna
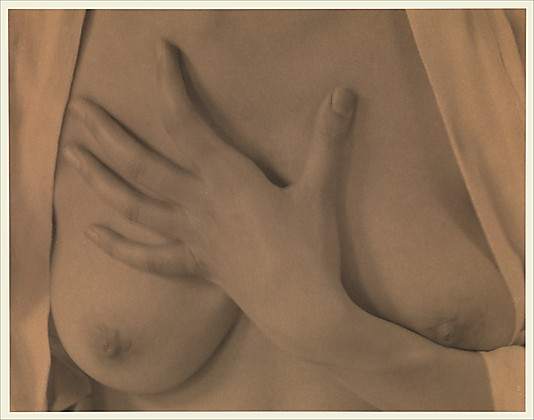
Georgia O'Keeffe, Manos y senos, 1919, de Alfred Stieglitz
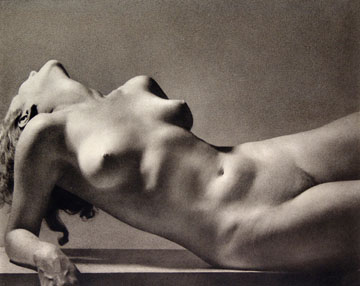
Estudio desnudo de William Mortensen

A medida que la fotografía artística adoptó y después dejó atrás las imágenes alegóricas clásicas, tanto los fotógrafos masculinos como los femeninos comenzaron a utilizar el desnudo masculino como otro medio para estudiar las cuestiones de representación, identidad, sexualidad y voyerismo.
Fotografiar desnudos (y particularmente desnudos masculinos) se convirtió en una forma para las mujeres artistas de abordar el tema de “el desnudo” desde la posición de poder tradicionalmente reservada para artistas masculinos. Alternativamente, el autorretrato desnudo permitió a los hombres comenzar una revaluación de las definiciones aceptadas de sensualidad y masculinidad al fotografiarse a sí mismos.

#### Alfred Stieglitz
Alfred Stieglitz es una importante figura que acercó el arte moderno a Estados Unidos al exhibir este nuevo género artístico en sus galerías de Nueva York a principios del siglo XX. Es quizá más conocido por su relación con Georgia O'Keeffe, cuyas fotos de desnudos Stieglitz exhibió en 1921 mientras estaba casado con otra persona. "Stieglitz usaba la cámara como una especie de espejo. 'Mis fotografías', escribió en 1925, 'siempre nacen de una necesidad interna —una Experiencia del Espíritu—. No tomo fotos... Tengo una visión de la vida y trato de encontrarle equivalentes a veces en forma de fotografías'. A menudo escribía sobre la visión auténtica y la interioridad. Como correctamente señaló O'Keeffe, el hombre que conocía tan bien 'siempre estaba fotografiándose a sí mismo'".

#### Imogen Cunningham
Imogen Cunningham comenzó a tomar fotografías en Seattle en 1905 con un estilo pictorialista desenfocado que era popular en ese momento; pero es más conocida por el estilo nítido moderno que desarrolló más tarde. También se le atribuye ser la primera mujer fotógrafa en tomar una foto desnuda de un hombre (su esposo, Roi Partridge). En la obra de Judy Dater, una foto en particular, Imogen y Twinka, se convirtió en una de las imágenes más reconocibles tomadas por un fotógrafo estadounidense. Muestra a una Imogen Cunningham de 91 años y a una Twinka Thiebaud desnuda. Fue la primera fotografía de desnudo adulto frontal completo publicada en la revista Life, en 1976.

#### Man Ray
Después de la Primera Guerra Mundial, los fotógrafos vanguardistas se volvieron más experimentales en su representación de la desnudez, utilizando distorsiones reflejantes y técnicas de impresión para crear abstracciones o representar la vida real en lugar de las alusiones clásicas.
A finales de la década de 1920, Man Ray comenzó a experimentar con el efecto Sabattier, o proceso de solarización, una técnica que le hizo ganar la estima crítica, especialmente de los surrealistas. Muchas de las figuras centrales del surrealismo —Breton, Magritte, Dalí— siguieron su ejemplo de utilizar a la fotografía en conjunción con otros medios. Otros fotógrafos, como Maurice Tabard y Raoul Ubac, se inspiraron directamente por las técnicas de Man Ray, mientras que fotógrafos como André Kertész y Brassaï se vieron indirectamente influenciados por su innovador acercamiento al medio.

#### Eduardo Weston
Edward Weston desarrolló una estética especialmente estadounidense, utilizando una cámara de gran formato para capturar imágenes de la naturaleza y los paisajes, así como desnudos, estableciendo la fotografía como un medio de las bellas artes. En 1937, Weston se convirtió en el primer fotógrafo en recibir una beca Guggenheim.

#### Bill Brandt
Bill Brandt es principalmente conocido por una serie de desnudos construida en su mayoría entre los años 1945 y 1961. Los desnudos son al mismo tiempo personales y universales, sensuales y extraños, ejemplifican colectivamente la "sensación de asombro" que es primordial en sus fotografías. El trabajo de Brandt es impredecible no solo en el espectro de temas, sino también en su estilo de impresión, el cual varió ampliamente a lo largo de su carrera. Esta colección es la primera en enfatizar la belleza de las impresiones más excelsas de Brandt y trazar el arco de su evolución.

#### Diane Arbus
Muchos fotógrafos artísticos abordan diversos temas en su obra, siendo el desnudo uno. Diane Arbus se sentía atraída por personas inusuales en entornos inusuales, incluido un campamento nudista. Lee Friedlander tenía sujetos más convencionales, uno de los cuales era Madonna como modelo joven.

### Contemporánea

Fotografía contemporánea
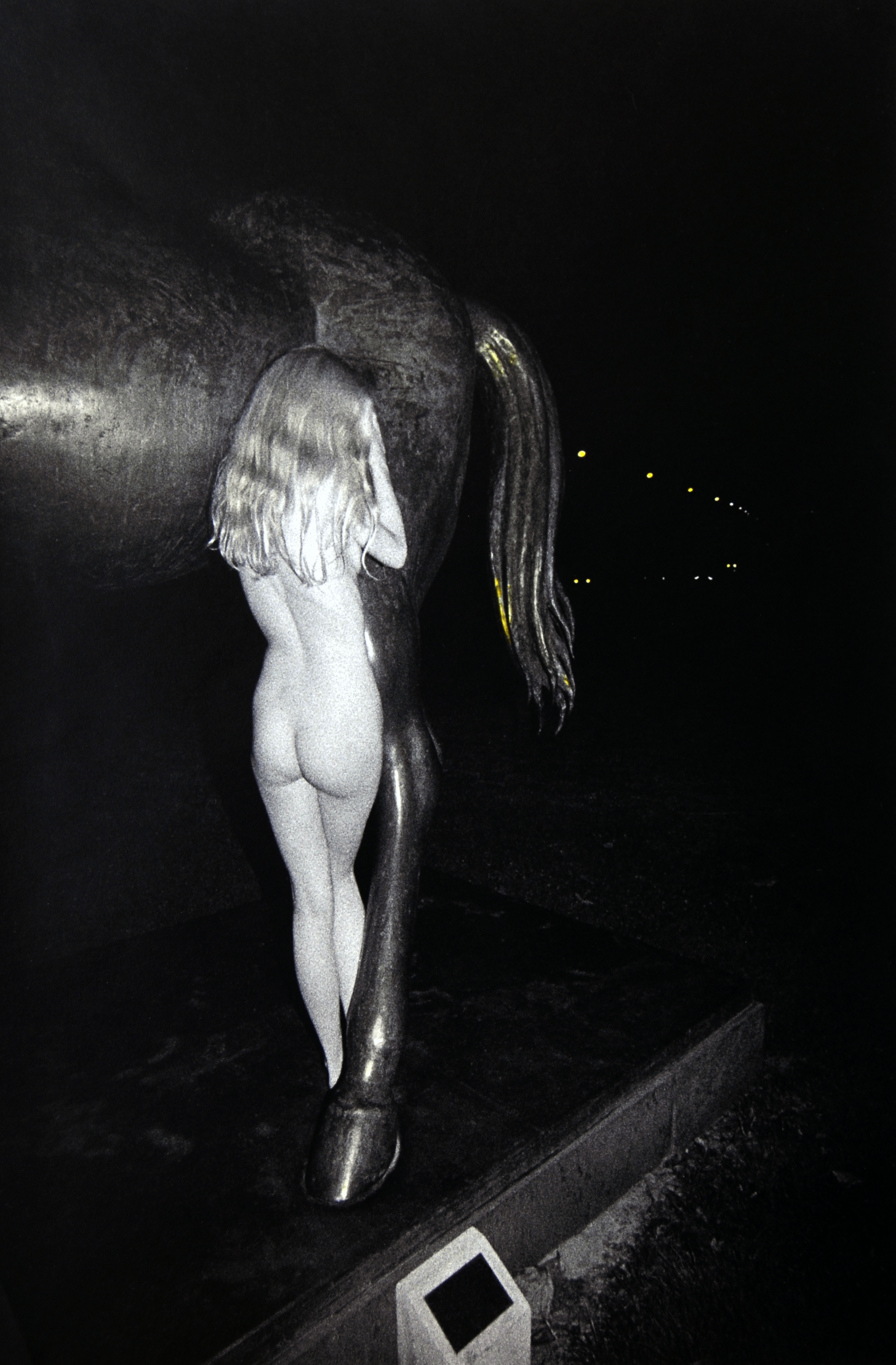
Equus, 1989, de Sergio Valle Duarte
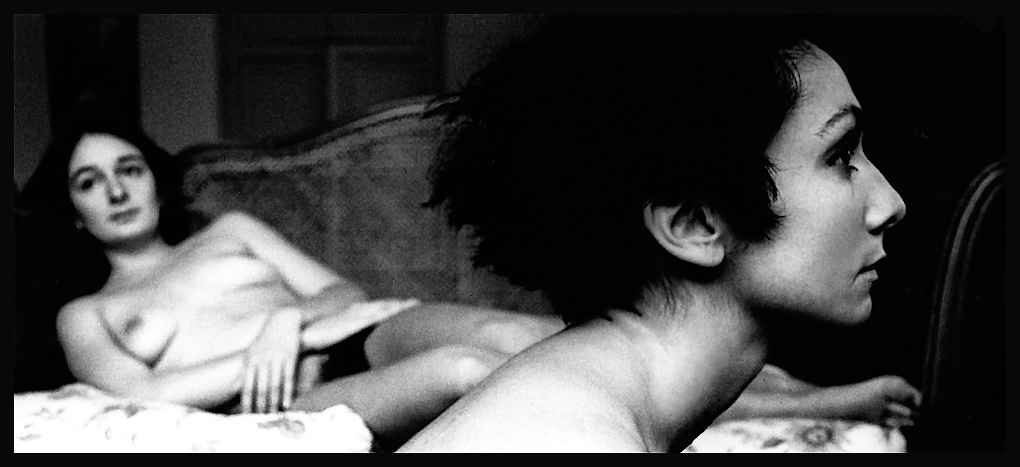
Nudes, 1980, de Augusto De Luca
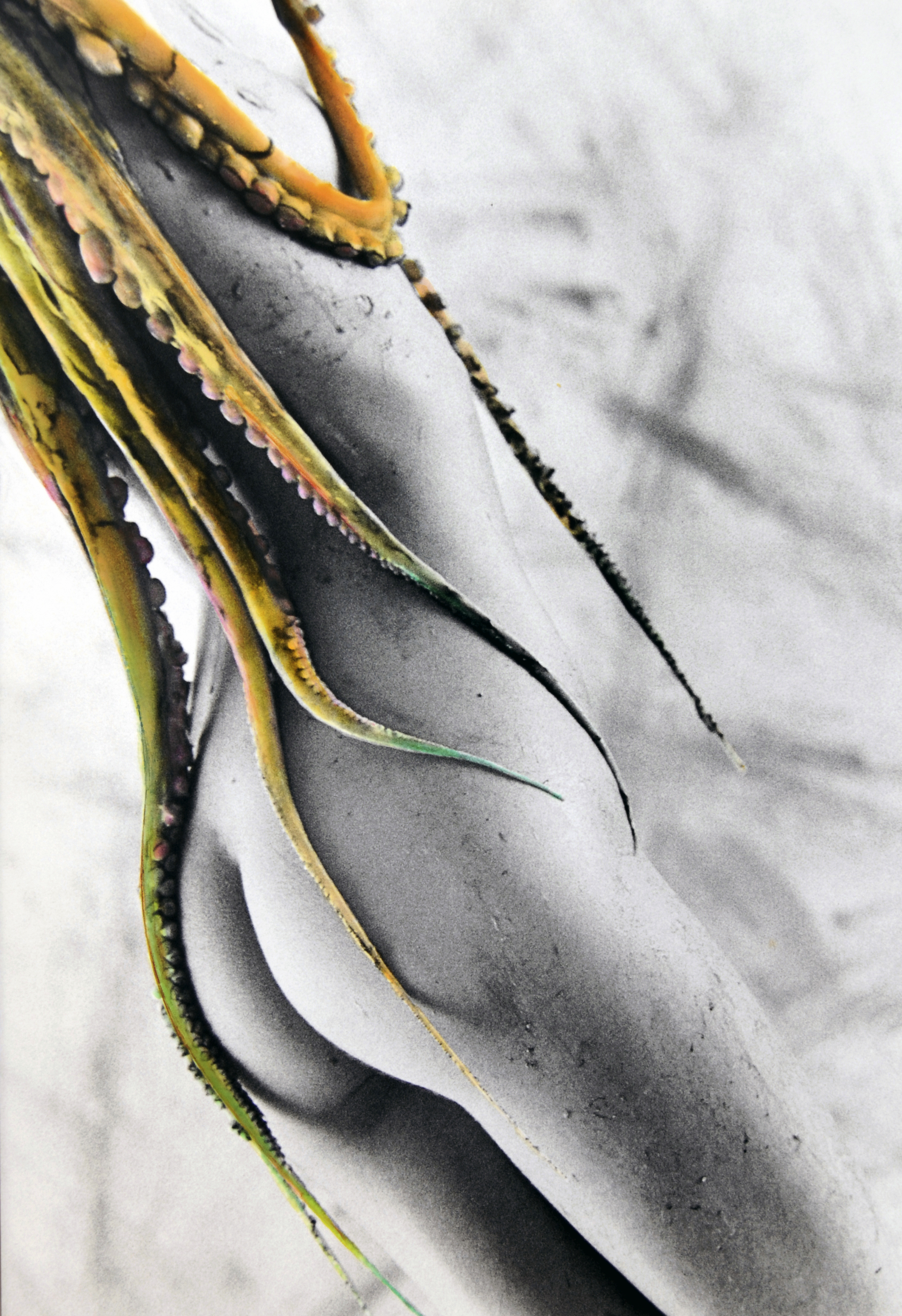
Relectura de "El sueño de la mujer del pescador", 1988, de Sergio Valle Duarte
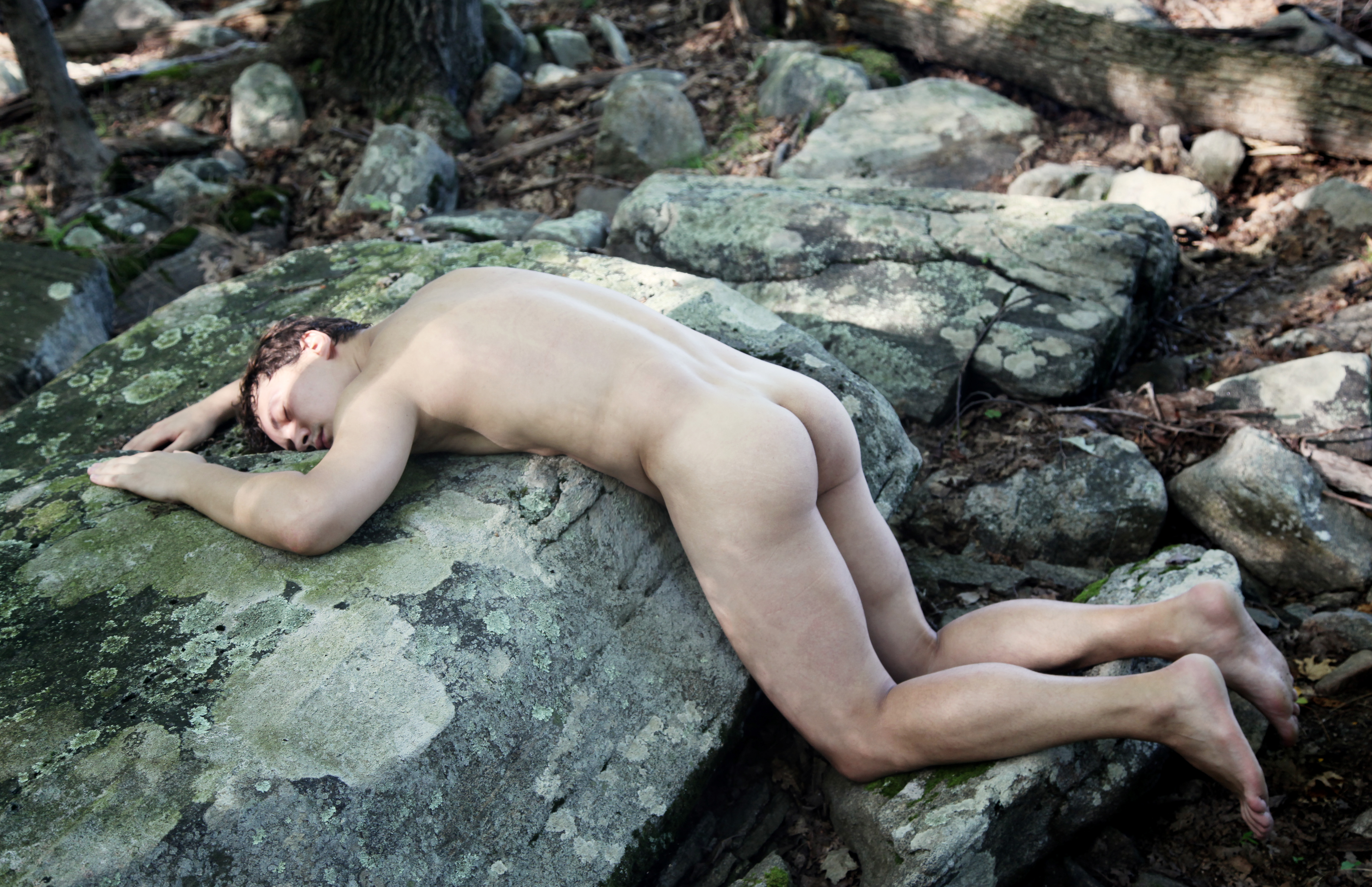
Kargáltsev desnudo posando sobre rocas, 2012, de Aleksandr Kargáltsev

La distinción entre el arte y el glamour es a menudo una cuestión de mercadotecnia. El arte se compra y vende en galerías o entre comerciantes de ediciones limitadas firmadas por el artista, y las fotografías de glamour se difunden a través de los medios de comunicación masiva.
Para algunas personas, la diferencia está en la mirada del modelo, los modelos de glamour miran directamente a la cámara, mientras que los modelos artísticos no lo hacen.
Los fotógrafos de glamour y moda han aspirado al estatus artístico en algunos de sus trabajos. Uno de los primeros fue Irving Penn, que pasó de trabajar para la revista Vogue a fotografiar a modelos desnudos como Kate Moss. Richard Avedon, Helmut Newton y Annie Leibovitz han seguido caminos similares con retratos de famosos, muchos de ellos desnudos o parcialmente vestidos. En la era posmoderna, donde la fama se vuelve un tema recurrente en las bellas artes, la foto de Avedon de Nastassja Kinski con una pitón, y las portadas de revistas hechas por Leibovitz con Demi Moore embarazada y con el cuerpo pintado, se han vuelto icónicas. El trabajo de Joyce Tenneson ha ido en sentido opuesto, comenzó del lado artístico con un estilo único y de desenfoque que muestra todas las etapas de la vida de una mujer, y pasó a trabajar haciendo retratos de personas famosas y fotografía de moda.
Aunque los fotógrafos de desnudo han trabajado en gran medida dentro de formas establecidas que muestran a los cuerpos como abstracciones escultóricas, algunos, como Robert Mapplethorpe, han creado obras que deliberadamente deshacen los límites entre la erótica y el arte.
Varios fotógrafos se consideran controversiales por sus fotografías de desnudos cuyos sujetos son menores de edad. David Hamilton a menudo usaba temas eróticos, pero Jock Sturges celebra la belleza de las personas en escenarios naturistas sin énfasis en la sexualidad. Sally Mann se crio en la Virginia rural, lugar donde era común bañarse desnudo en un río, por lo que muchas de sus fotografías más famosas muestran a sus hijos nadando desnudos. Fotógrafos menos conocidos han sido acusados de delincuentes (pero no condenados) por tomar fotografías de sus propios hijos.
La percepción corporal se ha convertido en un tema explorado por muchos fotógrafos que trabajan con modelos cuyos cuerpos no se ajustan a los prejuicios de la belleza convencional.

## Problemas

### Recepción pública
A principios del siglo XXI, se había vuelto más difícil hacer una declaración artística sobre la fotografía de desnudo, dada la proliferación de imágenes no artísticas y pornográficas que manchan el tema para la mayoría de espectadores, lo que limita las oportunidades de exhibir o publicar las imágenes. Cuando fotografías de desnudos aparecen en las principales revistas de consumo como Popular Photography, PC Photo y Shutterbug, los editores reciben una cantidad importante de respuestas negativas, así que tienden a rechazar el trabajo de fotógrafos serios cuyo trabajo incluye imágenes de desnudos.

### Niños como sujetos
Varios fotógrafos se han vuelto controvertidos por sus fotografías de desnudos que muestran sujetos menores de edad. David Hamilton a menudo utilizó temas eróticos en libros de fotografía como La edad de la inocencia (The Age of Innocence, en inglés), que han causado controversia tanto en los Estados Unidos como en Reino Unido. Jock Sturges celebra la belleza de las personas en entornos naturistas y afirma que su trabajo no es explotador; sin embargo, en 1990, el FBI irrumpió en su estudio y levantó cargos que luego fueron desestimados. Sin embargo, debido a la naturaleza local de las leyes estadounidenses sobre el tema, los libros de fotos tanto de Hamilton como de Sturges se han declarado obscenos en los estados de Alabama, Carolina del Sur y Colorado.
Sally Mann se crio en la Virginia rural, lugar donde era común bañarse desnudo en un río, por lo que muchas de sus fotografías más famosas muestran a sus hijos nadando desnudos. Fotógrafos menos conocidos han sido acusados de delincuentes (pero no condenados) por tomar fotografías de sus propios hijos. Algunos escritores dicen que muchas de estas imágenes sexualizan a los niños sin importar el mérito artístico.
En mayo de 2008, la policía de Sídney, Australia, hizo una redada en una exposición del fotógrafo Bill Henson que presentaba imágenes de niños desnudos que se denunciaban como pornografía infantil. En junio de 2008, The Age informó que la policía no tendría base para procesar a Henson por sus fotografías de adolescentes desnudos, después de que fueran declaradas "moderadas y justificadas" y la Junta de Clasificación de Australia les otorgara una calificación PG, sugiriendo que es adecuado que sean vistas por niños menores de 16 años con la supervisión de sus padres.
También en 2008, Art Monthly Australia publicó una imagen desnuda de Olympia Nelson con 6 años de edad, tomada por su madre, Polixeni Papapetrou. Según Olympia, que entonces tenía 11 años, ella no creía que la fotografía fuera abuso y estaba molesta por el comentario que había hecho el primer ministro Kevin Rudd diciendo que odiaba la fotografía. El padre de Olympia, el profesor Robert Nelson, defendió la imagen y dijo: "No tiene nada que ver con la pedofilia. No se puede establecer una conexión entre imágenes artísticas y pedofilia, además no hay pruebas de ello".

### Percepción corporal
La percepción corporal se ha convertido en un tema explorado por muchos fotógrafos que trabajan con modelos que no se ajustan a las ideas convencionales de belleza. Leonard Nimoy, después de muchos años fotografiando modelos profesionales de belleza convencional, se dio cuenta de que no estaba capturando personalidades individuales, por lo que creó una serie de fotografías con mujeres interesadas en la "aceptación de los cuerpos". Los desnudos más recientes de Sally Mann han sido de su esposo, cuyo cuerpo exhibe los efectos de la distrofia muscular.

### Arte erótico
Muchos artistas contemporáneos trabajan más allá de los límites al haber trabajado con cualidades estéticas y sexualidad explícita. Al final de su vida, Robert Mapplethorpe creó obras que fueron controvertidas en parte por ser puestas en exhibición en Washington D. C. en una galería que había recibido fondos públicos. Cuando se inauguró una retrospectiva de Mapplethorpe en el Centro de Arte Contemporáneo de Cincinnati en 1990, Dennis Barrie se convirtió en el primer director de museo estadounidense en ser procesado penalmente por el contenido de una exposición. Aunque las fotos explícitas se colocaron en una sala separada y con una advertencia de contenido, Barrie fue acusado de "complacer a la obscenidad" y mostrar a menores en un estado de desnudez, pero un jurado absolvió a Barrie y al Centro de Artes de todos los cargos.

## Más información
General
- Dawes, Richard, ed. (1984). John Hedgecoe's Nude Photography. New York: Simon and Schuster.
- Lewinski, Jorge (1987). The naked and the nude: a history of the nude in photographs, 1839 to the present. Harmony Books. ISBN 0-517-56683-4.
- Cunningham, Imogen; Lorenz, Richard (1998). Imogen Cunningham: On the Body. Bullfinch Press. ISBN 0-8212-2438-7.
- Booth, Alvin; Cotton, Charlotte, eds. (1999). Corpus: Beyond the Body. Edition Stemmle. ISBN 3908161940.
- Bertolotti, Alessandro, Books of nudes, Abrams, 2007. ISBN 978-0-8109-9444-7
- Dennis, Kelly (2009). Art/Porn: A History of Seeing and Touching. Berg. ISBN 978-1-84788-067-3.
- Benjamin, Louis (2009). The Naked and the Lens: A Guide to Nude Photography. Focal Press. ISBN 978-0-240-81159-8.

Femenino
- De Dienes, André (2005). Studies of the Female Nude. Twin Palms Publishers. ISBN 1-931885-44-3.

Masculino
- Davis, Melody D. (1991). The Male Nude in Contemporary Photography. Temple University Press.
- Cooper, Emmanuel (1995). Fully Exposed: The Male Nude in Photography. Routledge. ISBN 0-415-03280-6.
- Leddick, David (1997). Naked Men: Pioneering Male Nudes, 1935-1955. Universe. ISBN 0-7893-0079-6.
- Leddick, David (2000). Naked Men Too: Liberating the Male Nude 1950-2000. Universe. ISBN 0-7893-0497-X.
- Cooper, Emmanuel (2004). Male Bodies: A Photographic History of the Nude. Pestel. ISBN 3-7913-3054-3.

- Datos: Q17085213
- Multimedia: Nude in photography / Q17085213